# Oud in Afrika
Oud in Afrika is een Nederlandse Stichting die Afrikaanse niet-gouvernementele hulporganisaties steunt, die ouderen helpen.

## Geschiedenis
Oud in Afrika is opgericht in 2001 door Marjo van Stokkom Lozie en is gevestigd te Dordrecht. Zij is door de Nederlandse belastingdienst erkend als algemeen nut beogende instelling. Het gaat om hulp aan ouderen die niet meer (volledig) voor zichzelf kunnen zorgen en geen of onvoldoende zorg ontvangen, maar ook om ouderen die de opvoeding van aan hen toevertrouwde kleinkinderen – meestal aidswezen – voor hun rekening nemen.
De activiteiten worden uitgevoerd door lokale organisaties in Afrika, met name Kenia, Ethiopië en Ghana, die onder andere door giften aan Oud In Afrika worden gefinancierd. Waar mogelijk worden de ouderen ondersteund om onafhankelijk te blijven. Zo worden veel ouderen geholpen met een staar operatie waardoor ze niet meer afhankelijk zijn van anderen.
Oud in Afrika werkt(e) in Afrika onder andere samen met Nekemte Catholic Secretariat (NCS) in Nekemte - Ethiopië, Helpage in Nairobi, Grace and Compassion in Busia, Sabatia Eye Hospital nabij Kisumu en Heifer Kenia, en in Nederland onder andere met Habion in Houten, Omroep MAX en diverse vermogensfondsen, veelal lid van FIN - fondsen in Nederland.
In december 2023 heeft het bestuur van Oud in Afrika besloten om haar werkzaamheden, financiële middelen en contacten over te dragen aan Woord & Daad in Gorinchem.